# Ealdgyth (Ehefrau Edmunds II.)
Ealdgyth (auch: Edith in modernem Englisch, bl. 11. Jahrhundert) war vermutlich der Name der Ehefrau von Sigeferth, Thane aus Mittelengland, und später Ehefrau von König Edmund II. von England. Heutige Historiker halten sie in der Regel auch für die Mutter von Edmunds Söhnen, Eduard Ætheling and Edmund Ætheling.

## Leben und historischer Hintergrund

### Historischer Hintergrund
Im 11. Jahrhundert herrschte König Æthelred als englischer König zu einer Zeit, in der England sich mit immer stärker werdenden Wikingereinfällen konfrontiert sah. Nachdem der dänische König Sven Gabelbart England erobert hatte und für kurze Zeit englischer König war, kehrte Æthelred nach Svens Tod aus dem Exil zurück und wurde als König wieder eingesetzt. Die politische Situation blieb dennoch unsicher, denn Svens Sohn Knut beanspruchte ebenfalls den englischen Thron, und Knuts Einfall in England wurde befürchtet.
Auch die Thronfolge in England war unsicher: Æthelred hatte bereits erwachsene Söhne, als er 1002 eine zweite Ehe mit Emma von der Normandie einging. Die Söhne aus erster Ehe blieben weiter am Königshof präsent, wie überlieferte Quellen bezeugen, aber sie konnten sich ihres Status nicht sicher sein. Die ältesten Söhne, Æthelstan und Edmund, begleiteten ihren Vater vermutlich auch nicht ins Exil, sondern verblieben während Svens Herrschaft in England.

### Ermordung des ersten Ehemanns, Verhaftung und Heirat mit Edmund
Ealdgyth taucht erstmalig für das Jahr 1015 in den historischen Quellen auf: Im Frühjahr oder Frühsommer 1015 rief König Æthelred eine Versammlung der englischen Mächtigen in Oxford ein. Heutige Historiker vermuten, dass die Wahl des Versammlungsortes dadurch bedingt sein könnte, dass Oxford gut von nördlichen und südlichen Landesteilen erreichbar war und den Süden und den Norden, der vor allem Sven Gabelbart gegenüber loyal gewesen war, versöhnen sollte. Ferner hatte der Ealdorman Eadric Streona, ein wichtiger Berater des Königs, in Oxford ein Haus.
Zwei der Teilnehmer, Sigeferth und Morcar, werden in den historischen Quellen als Thane der Seven Boroughs bezeichnet, wobei der Ausdruck Seven Boroughs nirgendwo sonst bezeugt ist. Heutige Historiker sehen hinter dem Ausdruck den von vielen Dänen bewohnten Danelag bzw. den Teil im Nordosten Englands, der sich Sven Gabelbart als erstes unterworfen hat. Der Ausdruck Seven Boroughs statt der sonst üblichen Five Boroughs of Mercia, mit der die fünf wichtigsten Wikingersiedlungen in Mercia bezeichnet werden, deutet wohl darauf hin, dass Sigeferths und Morcars Einflussbereiche über die üblichen Bereiche im dänischen Mercia hinausgingen.
Während der Versammlung lockte Eadric Sigeferth und Morcar in eine Kammer und ließ sie dort ermorden. König Æthelred zog daraufhin die Ländereien der beiden Ermordeten ein und ließ die Witwe von Sigeferth verhaften und in Malmesbury inhaftieren. Der Chronist Johannes von Worcester nennt den Namen der Witwe: Ealdgyth. Die Hintergründe für den Doppelmord lassen sich aus den heute überlieferten Quellen nicht rekonstruieren, aber möglicherweise, so heutige Historiker, wurden Sigeferth und Morcar der Untreue gegenüber dem König verdächtigt, zumal sie ihre Machtbasis im vom König kaum gehaltenen Norden hatten und sie mit Ælfgifu von Northampton verwandt waren, der Ehefrau des dänischen Königs Knut.
Der Mord an Sigeferth und Morcar beeinträchtigte nicht nur die politische Stabilität im Norden Englands, sondern erregte auch den Widerstand von Æthelreds Söhnen, die ebenfalls Beziehungen zum Norden hatten. Æthelreds Sohn Edmund ritt nach Malmesbury, befreite Sigeferths Witwe ohne Æthelreds Einverständnis aus ihrem Gefängnis und heiratete sie. Er reiste weiter in die Five Boroughs of Mercia, ergriff Besitz von den Ländereien von Sigeferth und Morcar und ließ sich dort als Herrscher anerkennen. Edmunds Aktivitäten und die Urkunden, die er in seinem eigenen Namen statt in dem des Königs ausgab, beurteilen heutige Historiker als Rebellion oder nahe an der Rebellion. Die Historikerin und Publizistin Annie Whitehead spekuliert ferner, dass Edmund und Ealdgyth sich durch die Verbindungen Edmunds in den Norden schon gekannt haben könnten. Wichtiger könnte aber gewesen sein, dass Ealdgyth möglicherweise Ländereien in den Five Boroughs besaß, und Edmunds Ehe mit ihr könnte Mercia bewegt haben, Edmunds Oberhoheit anzuerkennen.

### Royal Consort, Tod von Edmund und Exil
Nach dem Tod Æthelreds kämpften zunächst Knut und Edmund um die Herrschaft in England, was schließlich in eine Teilung Englands mündete, mit Edmund als König in Wessex im Süden und Knut im Norden. Damit war Ealdgyth für kurze Zeit, bis zum frühen Tod Edmunds, Royal Consort des Königs. Als Edmund 1016 starb, wurde Knut als König von ganz England anerkannt. Ealdgyth, nun Edmunds Witwe, floh mit ihren minderjährigen Söhnen Eduard und Edmund nach Skandinavien. Ihr Sohn Edmund sollte im Exil sterben, während ihr Sohn Eduard während der Herrschaftszeit von Eduard dem Bekenner nach England zurückkehren sollte. Über Ealdgyths weiteres Schicksal ist nichts bekannt.